# Santa Rosalía (Hidalgo)
Santa Rosalía es una localidad de México, localizada en el municipio de Mineral del Monte en el estado de Hidalgo.

## Geografía
Se encuentra en la región geográfica de la Comarca Minera en la Sierra de Pachuca; a la localidad le corresponden las coordenadas geográficas 20° 07’ 32.494” de latitud norte y 98° 37’ 50.852” de longitud oeste, con una altitud de 2880 m s. n. m. Cuenta con un clima templado subhúmedo con lluvias en verano, de mayor humedad.
En cuanto a fisiografía se encuentra en la provincia de la Eje Neovolcánico, dentro de la subprovincia de Sierras y Llanuras de Querétaro e Hidalgo; su terreno es de sierra. En lo que respecta a la hidrografía se encuentra posicionado en la región del Pánuco, dentro de la cuenca el río Moctezuma, y en la subcuenca del río Amajac.

## Demografía
En 2020 registró una población de 514 personas, lo que corresponde al 3.59 % de la población municipal. De los cuales 248 son hombres y 266 son mujeres.
| Gráfica de evolución demográfica de Santa Rosalía entre 1900 y 2020 |
|                                                                     |
| Población registrada por los censos y conteos del INEGI.            |